# Золотополенська сільська рада
Золотопо́ленська сільська́ ра́да — адміністративно-територіальна одиниця та орган місцевого самоврядування в Кіровському районі Автономної Республіки Крим. Адміністративний центр — село Золоте Поле.

## Загальні відомості
- Населення ради: 4 090 осіб (станом на 2001 рік)

## Населені пункти
Сільській раді були підпорядковані населені пункти:
- с. Золоте Поле
- с. Відродження

## Склад ради
Рада складалася з 24 депутатів та голови.
- Голова ради: Чернишов Микола Леонідович

### Керівний склад попередніх скликань
| Прізвище, ім'я, по батькові | Основні відомості                                                                       | Дата обрання | Дата звільнення |
| --------------------------- | --------------------------------------------------------------------------------------- | ------------ | --------------- |
| Чернишов Микола Леонідович  | Сільський голова, 1950 року народження, освіта середня спеціальна, член Партії регіонів | 26.03.2006   | 31.10.2010      |
| Чернишов Микола Леонідович  | Сільський голова, 1950 року народження, освіта середня спеціальна, член Партії регіонів | 31.10.2010   |                 |

Примітка: таблиця складена за даними сайту Верховної Ради України

### Депутати
За результатами місцевих виборів 2010 року депутатами ради стали:

#### За суб'єктами висування
| Суб'єкт висування           | Кількість обраних депутатів | %    |
| --------------------------- | --------------------------- | ---- |
| Самовисування               | 11                          | 45,8 |
| Партія регіонів             | 7                           | 29,2 |
| Комуністична партія України | 6                           | 25   |

#### За округами
| № округу                    | Прізвище, ім'я, по батькові          | Дата визнання обраним | Освіта             | Партійна приналежність            | Відомості про обраного депутата                 |
| --------------------------- | ------------------------------------ | --------------------- | ------------------ | --------------------------------- | ----------------------------------------------- |
| Комуністична партія України |                                      |                       |                    |                                   |                                                 |
| 2                           | Аніченко Микола Сергійович           | 04.11.2010            | вища               | член Комуністичної партії України | пенсіонер                                       |
| 3                           | Пікельник Тимофій Борисович          | 04.11.2010            | середня спеціальна | член Комуністичної партії України | тимчасово не працює                             |
| 4                           | Хомяк Станіслав Іванович             | 04.11.2010            | середня            | член Комуністичної партії України | тимчасово не працює                             |
| 5                           | Положинська Ганна Леонідівна         | 04.11.2010            | вища               | член Комуністичної партії України | ТОВ «Перлина», технолог — винороб               |
| 7                           | Зінчук Олена Миколаївна              | 04.11.2010            | вища               | позапартійна                      | тимчасово не працює                             |
| 20                          | Петров Леонід Миколайович            | 04.11.2010            | вища               | позапартійний                     | Золотополенська загальноосвітня школа, вчитель  |
| Партія регіонів             |                                      |                       |                    |                                   |                                                 |
| 1                           | Романик Людмила Василівна            | 04.11.2010            | середня            | член Партії регіонів              | Золотополенська пошта, листоноша                |
| 13                          | Родіна Раїса Петрівна                | 04.11.2010            | середня спеціальна | член Партії регіонів              | Золотополенська філіяї КРТНЗ БПТУСТП, секретар  |
| 14                          | Кобзева Олена Віталіївна             | 04.11.2010            | середня            | член Партії регіонів              | Золотополенська сільська рада, секретар         |
| 19                          | Волохін Олександр Іванович           | 04.11.2010            | середня            | член Партії регіонів              | тимчасово не працює                             |
| 21                          | Пирч Валентина Миколаївна            | 04.11.2010            | середня спеціальна | член Партії регіонів              | тимчасово не працює                             |
| 22                          | Лемешкіна Валентина Юріївна          | 04.11.2010            | середня спеціальна | член Партії регіонів              | ЖСК Золотополенської сільської ради, касир      |
| 23                          | Тіщенко Лідія Миколаївна             | 04.11.2010            | середня            | член Партії регіонів              | приватний підприємець                           |
| Самовисування               |                                      |                       |                    |                                   |                                                 |
| 6                           | Ахтемов Шаіб Шабаєвич                | 04.11.2010            | середня спеціальна | позапартійний                     | приватний підприємець                           |
| 8                           | Алієв Усеїн Маметович                | 04.11.2010            | середня            | позапартійний                     | приватний підприємець                           |
| 9                           | Скрипкіна Олена Іванівна             | 04.11.2010            | середня спеціальна | позапартійна                      | Золотополенська сільська рада, інспектор ВУС    |
| 10                          | Усєінов Юнус Асанович                | 15.11.2010            | вища               | позапартійний                     | тимчасово не працює                             |
| 11                          | Кожинов Владислав Валентинович       | 04.11.2010            | середня            | член Партії «Союз»                | тимчасово не працює                             |
| 12                          | Шикер Раїса Іванівна                 | 04.11.2010            | середня спеціальна | член Партії «Союз»                | Золотополенський дитсадок «Теремок», вихователь |
| 15                          | Самойленко Зінаїда Володимирівна     | 04.11.2010            | вища               | позапартійна                      | Золотополенська школа, завгосп                  |
| 16                          | Захарова Світлана Вікторівна         | 04.11.2010            | вища               | член Партії «Союз»                | Золотополенська загальноосвітня школа, вчитель  |
| 17                          | Пашала Таір Сетарович                | 04.11.2010            | середня спеціальна | позапартійний                     | приватний підприємець                           |
| 18                          | Налісник Володимир Богданович        | 04.11.2010            | середня спеціальна | позапартійний                     | ВАТ «Золоте Поле»                               |
| 24                          | Заставьський Олександр Володимирович | 04.11.2010            | вища               | позапартійний                     | приватний підприємець                           |